# アゴスティニョ・ネト
アントニオ・アゴスティニョ・ネト（António Agostinho Neto、1922年9月17日 - 1979年9月10日）は、アンゴラの革命家・民族主義者・政治家・社会主義者・詩人・軍人で、同国の初代大統領。

## 生涯
ベンゴ州のカテテ町でメソジストの牧師の息子として生まれた。
ルアンダの高校に通った後、ポルトガル統治時代の1940年代、アンゴラの伝統文化復興運動の中で頭角を現す。民族主義運動を行う一方、リスボンに留学し、リスボン大学で医学を学んだ。1958年にポルトガル人女性のマリア・エウジェニア・ダ・シルヴァと結婚し、同年中に卒業した。1959年に帰国した。帰国後は1960年6月8日に独立運動によって植民地当局に逮捕され、彼の両親や支持者は釈放を求めてカテテからベンゴへ行進したが、ポルトガル兵によって30人が殺害され、200人が負傷した（ロコ・イ・ベンゴの虐殺）。彼はポルトガル政府によってカーボベルデに追放され、リスボンで拘留された。政府は国際的な圧力のためにネトを自宅軟禁に置いたが、脱走してまずモロッコに、次いでザイールに亡命し、国外から反ポルトガル闘争を続けた。
1962年にアメリカ合衆国のワシントンD.C.を訪れ、ジョン・F・ケネディに彼の目的を訴えたが、既にホールデン・ロベルト率いる反共のアンゴラ国民解放戦線（FNLA）の支持を決めていたアメリカは、これを拒否した。
ネトはコンゴ動乱にチェ・ゲバラ率いるキューバ軍が派遣された際にはゲバラと会談し、キューバの支援を取り付けた。幾度もハバナを訪れ、彼とフィデル・カストロはイデオロギー的な視点を分かち合った。
アンゴラ解放人民運動(MPLA)を率いてアンゴラ独立戦争を指導し、ポルトガル撤退後、他の勢力との権力闘争を勝ち抜き、1975年11月11日の正式独立に伴って初代大統領に就任した。職責に就いた後、ネトはソ連など共産圏に接近し、アンゴラが東側陣営に属するきっかけをつくった。また、キューバのフィデル・カストロと強い親交があり、内戦時代にキューバからの大規模な支援を受けた。一方、MPLAと対立したFNLAや、アンゴラ全面独立民族同盟（UNITA）をアメリカと連携して支援していた中国とは対立し、ネトは中越戦争の際に中国を非難した。
1979年9月にソビエト連邦のモスクワで死去し、ジョゼ・エドゥアルド・ドスサントスが後を継いだ。遺体はソ連側によってミイラ化されたものの、安置するための廟が完成しないまま、1992年12月にアンゴラ政府は遺体の埋葬を決定した。
首都ルアンダのクアトロ・デ・フェベレイロ空港に代わる国際空港として2023年11月10日に開港したドクター・アントニオ・アゴスティニョ・ネト国際空港は彼の名前から取られたものである。